# Catedral de San Jorge (Beirut)
La Catedral Maronita de San Jorge (en árabe: كاتدرائية مار جرجس للموارنة) es la catedral de la archieparquía de Beirut de los maronitas de la ciudad de Beirut, la capital del Líbano. Su construcción, con una fachada de estilo neoclásico interior, y un plan inspirado en la basílica de Santa Maria Maggiore, se inició en 1884 y se terminó en 1894. 
La catedral fue dañada fuertemente y bombardeada durante la Guerra Civil Libanesa, así como también fue víctima de saqueos. Una serie de obras de arte que fueron robadas desde entonces se han recuperado, incluido el famoso cuadro de Delacroix que representa a San Jorge, el santo patrono de la catedral y de la arquidiócesis de Beirut.
La catedral fue restaurada después del fin de las hostilidades y fue reinaugurada por el patriarca maronita Nasrallah Boutros Sfeir el 24 de abril de 2000.